# Encarsia justicia
Encarsia justicia är en stekelart som beskrevs av Girault 1913. Encarsia justicia ingår i släktet Encarsia och familjen växtlussteklar. Inga underarter finns listade i Catalogue of Life.